# Пятистенное
Пятисте́нное — бывшее эвенское село в Билибинском районе Чукотского автономного округа России.

## Географическое положение
Расположено на правом берегу реки Большой Анюй в континентальной части Чукотки.
Расстояние до ближайшего населённого пункта села Анюйск составляет ок. 42 км, до районного центра — 220 км.

## История
Первые упоминания о Пятистенном относятся к началу XVIII века. Русский полярный исследователь Ф. Ф. Матюшкин в 1821 году описывает происхождения названия села от близлежащего отдельного утёса, пять равных сторон которого отвесно поднимаются от земли и придают ему вид большой башни.
В селе была построена церковь, в советское время действовала малокомплектная школа. Здесь был организован колхоз «Новая жизнь».
В 1960-х гг. жители села были переселены в Анюйск. В настоящее время в Пятистенном находится производственный участок сельхозпредприятия «Анюйское».

## Источник
- Леонтьев В. В., Новикова К. А. Топонимический словарь Северо-Востока СССР / науч. ред. Г. А. Меновщиков; ДВО АН СССР. Сев.-Вост. комплекс. НИИ. Лаб. археологии, истории и этнографии. — Магадан: Магад. кн. изд-во, 1989. — С. 321. — 456 с. — 15 000 экз. — ISBN 5-7581-0044-7.

## Топографические карты
- Лист карты Q-57-V,VI. Масштаб: 1 : 200 000. Указать дату выпуска/состояния местности.